# Реча (Кетяска, Арджеш)
Реча (рум. Recea) — село у повіті Арджеш в Румунії. Входить до складу комуни Кетяска.
Село розташоване на відстані 98 км на північний захід від Бухареста, 9 км на південний схід від Пітешть, 106 км на північний схід від Крайови, 106 км на південний захід від Брашова.

## Населення
За даними перепису населення 2002 року у селі проживали 332 особи, усі — румуни. Усі жителі села рідною мовою назвали румунську.